# Hodajnče
Hodajnče (nemško Hadanig) je naselje v Občini Teholica v Okraju Celovec-dežela na Koroškem v Avstriji.